# Andrej Danko
Andrej Danko (Revúca, 12 de agosto de 1974) es un abogado y político eslovaco. Fue Vocero del Consejo Nacional de la República Eslovaca desde 2016 hasta 2020, y desde 2012, es presidente del Partido Nacional Eslovaco.

## Biografía
Nacido en Revúca, Danko estudió leyes en la Universidad Comenius de Bratislava. Después de cumplir su servicio militar obligatorio,  fundó varias compañías comerciales y trabajó como un abogado independiente.
Entre 2006 y 2010, fue asesor del Consejo Nacional de Eslovaquia y miembro de varias comisiones parlamentarias. En 2010, se convirtió en el primer vicepresidente del Partido Nacional Eslovaco. 
En 2012, alcanzó a ser presidente de su partido, tras ser fuertemente apoyado por los militantes del partido, sucediendo a Ján Slota.
El 23 de marzo de 2016, Danko fue nombrado Vocero del Consejo Nacional.
Danko sabe hablar fluidamente ruso y alemán. También habla de eslovaco, de forma semi-fluida.

## Controversias
En septiembre de 2016, mientras permanecía en su cargo de vocero parlamentario, Danko fue promovido por ocho rangos (de O-4 a O-2), a capitán en reserva del Ejército de eslovaco, por su amigo Peter Gajdoš, quién ejerce como Ministro de Defensa. La promoción fue vista por algunos en los medios de comunicación, la opinión pública en general y las redes sociales como señal de un gobierno corrupto. Esto se debe a que una promoción de 8 rangos jamás había ocurrido en la historia de las Fueras Armadas de Eslovaquia, en absoluto a una persona quién sólo ha cumplido el servicio militar obligatorio por el período de 1 año.